# Leipziger Straße (metrostation)
Leipziger Straße is een ondergronds station van de U-Bahn in Frankfurt am Main gelegen in het stadsdeel Bockenheim. De treinen van de U-Bahn-lijnen U6 en U7 stoppen hier.